# Pilot (Ghost Whisperer)
"Pilot" é o primeiro episódio da série de televisão Ghost Whisperer. Estreou na CBS em 23 de Setembro de 2005, e foi escrito e dirigido pelo criador da série, John Gray. O episódio piloto de Ghost Whisperer apresenta Melinda Gordon, uma mulher que consegue ver e se comunicar com os espíritos de pessoas mortas. Ela é casada com o paramédico Jim Clancy. Melinda possui uma loja de antiguidades chamada "Same As It Never Was" (Igual Como Nunca Foi) na praça da cidade de Grandview, com sua melhor amiga Andrea Marino.

## Sinopse

### Passado
A história de Melinda começa quando ela entra em um funeral de mãos dadas com sua avó quando jovem. Eles caminham pelo centro em direção à frente até que eles parem e a avó de Melinda sussurra em seu ouvido para se sentar ao lado de um homem que eles devem ajudar. Melinda assente e senta ao lado de um homem velho. Ele olha para ela e ela olha de volta brevemente, até que a avó de Melinda retorna para ela. Melinda se levanta e pega a mão da avó e se levanta, caminhando para a frente e pára em um caixão aberto. O corpo dentro é so mesmo senhor que ela tinha acabado de se sentar ao lado. Ela olha para o fantasma do homem, seu rosto exibindo choque e confusão. Ela olha para sua avó, que garante que está tudo bem. O senhor caminha em direção a elas e fala com Melinda, dizendo-lhe que Melinda e sua avó são as únicas pessoas que podem vê-lo e pede sua ajuda. Melinda levanta os ombros com insegurança. Ele diz a ela que a mulher que está de luto é sua esposa há 26 anos e que ele não teve tempo de dizer adeus a ela. Ele precisa que Melinda lhe conte uma mensagem de que ele a ama, e Melinda pergunta como ela saberia que é realmente ele. Ela se inclina até a senhora em luto e sussurra em seu ouvido exatamente o que o senhor precisa dizer para que sua esposa acredite que a mensagem é dele. A senhora escuta atentamente, ainda confusa sobre o que está acontecendo, mas após Melinda terminar de falar algo em seu ouvido, a senhora começa a chorar e o senhor consegue finalmente fazer a passagem.

### Presente
Anos mais tarde, uma Melinda mais velha e mais sábia olha para cima enquanto ela usa um vestido de noiva, e a cena se torna uma festa cheia de amigos e familiares. É o casamento de Melinda com Jim e ela está prestes a jogar as flores. Ela se vira para olhar suas damas de honra, notando Andrea sorrindo de volta, e então Melinda se vira sorrindo e joga as flores atrás dela. Andrea os pega e ri enquanto os flashes dos fotógrafos disparam. Os convidados estão se divertindo muito na festa de casamento de Melinda e Jim, enquanto Melinda e Jim dançam juntos antes de beijar. Melinda sugere fugir, mas Jim diz a ela que eles não coletaram todos os seus presentes ainda, então Melinda decide ficar. Ainda dançando, Melinda olha para longe e percebe um círculo de neblina aparecendo em uma janela, e um desenho de uma bússola misticamente é escrita. Jim percebe Melinda olhando para longe, e olha para onde Melinda está olhando, revelando que ele não pode ver o desenho na janela. Ele pergunta se ele está vendo algo, o que significa que Melinda já lhe contou sobre sua capacidade de ver e falar com os mortos. Ela diz a ele que não vê nada importante, e Jim parece feliz com isso, querendo que a celebração seja apenas entre os vivos. Eles se beijam novamente até que a cena muda para Melinda sozinha olhando para a mesma janela em que o desenho misterioso apareceu. Um homem aparece atrás dela, ela pula, e ele diz "Não me diga que eu te assustei", ao qual Melinda responde "Haha muito engraçado". Ele se revela ser o irmão mais velho de Jim, que ele não sentiria falta de ver, após Jim estar finalmente feliz. Melinda admite que ambos estão felizes, mas Jim está lutando com o trabalho. Jim é revelado como um paramédico que odeia a visão de sangue e descobre que alguém morreu com ele na semana anterior. O irmão de Jim conta a Melinda uma história do que aconteceu com ele na faculdade quando ele estava no telhado, prestes a cair e Jim estava lá para ajudá-lo. Andrea, em seguida, puxa Melinda para longe quando a música alta aparece, e tanto Melinda quanto Andrea dançam. Dan sorri e vai embora, assim como a figura de um sargento aparece na mesma janela que a bússola apareceu. O homem está olhando para dentro. Após ser revelado que Melinda e Andrea administravam uma loja de antiguidades, Melinda descobre que o homem na qual a perseguia é o Sgt. Paul Adams (Wentworth Miller), que precisa da ajuda de Melinda, para encontrar seu filho e mandar um recado a ele. Melinda encontra o filho de Paul, Michael Adams (Balthazar Getty), que mora do outro lado da vila. Após alguns momentos de desacreditação e ingenuidade, Michael acredita em Melinda e Paul consegue dar o recado ao filho, além de o mostrar como realmente morreu. Após ter completado os serviços pendentes na Terra, Paul vê uma luz, na qual pergunta para Melinda o que é e o que tem lá, Melinda responde que ele achará paz e será feliz lá, e que verá todos de novo em algum momento, Paul segue a luz e desaparece.

## Elenco

### Principal
- Jennifer Love Hewitt como Melinda Gordon
- Aisha Tyler como Andrea Marino
- David Conrad como Jim Clancy

### Convidados
- Wentworth Miller como Sgt. Paul Adams
- Balthazar Getty como Michael Adams
- Rodney Scott como Dan Clancy
- Allison McDonell como Vera Adams
- John Bentley como Army Chaplain
- Jon Polito como Joe Grimaldi
- Grace Fulton como Melinda Gordon jovem
- Jody Hart como Guarda de Honra